# Derbi
Derbi je španělská značka motocyklů, skútrů, mopedů a rekreačních terénních vozidel vyráběných společností Nacional Motor S.A.U., jež je španělskou dceřinou společností značky Piaggio & Co. SpA.

## Dějiny
Počátky značky Derbi sahají do roku 1922, kdy Simón Rabasa i Singla založil začal malou cyklistickou dílnou v obci Mollet poblíž Barcelony. Po druhé světové válce začala Derbi se sériovou výrobou prvních mopedů, pojmenovaných podle iniciál zakladatele SRS.
Dobře známý model z roku 1990 byl Derbi Vamos. K dnešnímu dni vyrábí Derbi především mopedy, skútry a lehké motocykly s objemem od 50 do 125 cm³. V letech 2006-2008 byl v sortimentu také velký motocykl Scrambler Mulhacén 659.
Od 22. března 2013, je továrna Derbi v Martorelles uzavřena. Poslední vozidlo, které sjelo z montážní linky, bylo Senda DRD 50.

### Motorsport
První Grand Prix vítězství bylo dosaženo 14. června 1968 v australské Barry Smith ve třídě 50 cm³ na Isle of Man TT . První mistrovství světa v roce 1969 Ángel Nieto ve třídě do 50 cm³. V sezoně 2008 vyhrál Mike Di Meglio na Derbi titul jezdců ve třídě 125.